# 小坂英男
小坂 英男（こさか ひでお、1963年9月13日 - ）は、日本の物理学者であり、量子情報科学の研究者。横浜国立大学 大学院工学研究院の教授。専門分野は量子情報科学、量子光学、量子中継、量子インターフェース、フォトニック結晶の実験。

## 概要
広島県出身。1987年京都大学理学部卒業、1989年同大学院理学研究科修士課程修了。1998年にNEC光エレクトロニクス研究所の研究者として、「フォトニック結晶を用いたスーパープリズム現象」を発見した。1999年に博士(工学)取得。2000年から2002年までカルフォルニア州立大学ロサンゼルス校のエリー・ヤブロノビッチグループに客員研究員として師事した。
東北大学 電気通信研究所 准教授を経て、2014年から横浜国立大学 工学研究院 物理情報工学専攻の教授を務める。2020年より横浜国立大学 量子情報研究センター(QIC) センター長を兼務する。
2022年、ダイヤモンド中に存在するNV中心の窒素核スピンと同位体炭素核スピンからなる量子メモリを無磁場下で制御し、量子誤り訂正の世界初の実証に成功した。

## 研究
2020年に内閣府はムーンショット型研究開発制度を立ち上げた。小坂は目標6の「量子計算網構築のための量子インターフェース開発」のプロジェクトマネージャーとして参画し、マイクロ波-光変換技術を利用した分散型量子計算網構築に向けた量子インターフェースの開発を行っている。

## 略歴
- 1989年3月 京都大学 大学院理学研究科 物理学第一専攻 修士課程修了(理学修士)
- 1989年4月 - 1995年6月 日本電気株式会社入社 光エレクトロニクス研究所 光基礎研究部 研究員
- 1995年7月 - 1999年6月 同社 光エレクトロニクス研究所 光基礎研究部 主任
- 1999年7月 - 2002年6月 同社 基礎研究所 ナノテクノロジーグループ 主任
- 2000年7月 - 2002年6月 カリフォルニア大学ロサンゼルス校(UCLA) 工学部電子工学科 客員研究員
- 2002年7月 - 2003年6月 日本電気株式会社 基礎研究所 量子情報テクノロジーグループ 主任
- 2003年7月 - 2014年3月 東北大学 電気通信研究所 助教授 (後に准教授)
- 2014年4月 - 横浜国立大学 工学研究院 物理情報工学専攻 教授
- 2020年10月 - 横浜国立大学 量子情報研究センター センター長
- 2022年5月 - 東京大学 生産技術研究所 リサーチフェロー

### 受賞歴
- 令和2年度横浜国立大学ベストティーチャー賞 (2021年)
- 外部資金獲得研究者表彰 (複数回受賞、2016年 - 2024年)
- 石田(實)記念財団研究奨励賞 (2011年)[14]

### 社会活動
- 内閣府 量子技術イノベーション戦略 有識者（2019年 - ）
- 文部科学省 光・量子飛躍フラッグシッププログラム（Q-LEAP）アドバイザリーボードメンバー（2018年 - ）
- 量子インターネットタスクフォース アドバイザリーボード（2019年 - ）

### メディア掲載・書籍監修
- ようこそ量子 量子情報の最先端をつたえるInterview #019 小坂英男 教授　横浜国立大学 (2016年3月15日)[15]
- 別冊Newton「量子論のすべて 新訂版」 (2019年7月5日 ニュートンプレス)
- 世界初、光子からダイヤ中の炭素への量子テレポーテーション転写に成功 (2019年6月27日)[16]
- 世界初、ダイヤ中の量子メモリによる量子誤り訂正に成功〜誤り耐性のある量子コンピュータへの道を拓く〜 (2022年4月26日)[7]
- 世界初、光ランダムアクセス量子メモリの原理実証に成功 〜大規模集積量子メモリやダイヤモンド量子コンピュータの実現に道〜(2022年7月29日)[17]
- 「量子インターネット実現に挑む！」横浜国立大　小坂英男教授語る (2023年2月17日 科学新聞)[18]
- Newton「“量子時代”のかぎをにぎる もつれる量子」 (2024年10月号 ニュートンプレス)
- 「もつれる量子　離れていても、絡みあう」 Newton×朝日新聞 (2024年8月25日 朝日新聞)[19]